# Costularia neocaledonica
Costularia neocaledonica là một loài thực vật có hoa trong họ Cói. Loài này được (C.B.Clarke) Rendle mô tả khoa học đầu tiên năm 1921.